# Mehdi Méniri
Pour les articles homonymes, voir Mehdi.
Mehdi Méniri, né le 29 juin 1977 à Metz (France), est un footballeur international algérien (il a aussi la nationalité française). Il évolue au poste de défenseur central. Il mesure 1,90 m pour 83 kg. Notamment en raison de son physique, il est réputé solide et rugueux bien qu’un peu lent. Il possède une bonne présence dans le domaine aérien.
Il compte 23 sélections en équipe nationale entre 2000 et 2008.

## Biographie
Mehdi Méniri commence le football dans des clubs de sa ville natale : Devant-les-Ponts, FC Metz et l’ASPTT Metz. Il rejoint ensuite le centre de formation de l’AS Nancy-Lorraine où il signe son premier contrat professionnel à l’âge de 19 ans. Il débute à ce niveau en février 1997 lors d’un match à Bastia où il joue 10 minutes au poste d’attaquant. Il s’impose dès la saison suivante (1997-1998), alors que son club est descendu en Division 2, gagnant d’ailleurs le titre de Champion. Il passe les deux années suivantes en Division 1 en tant que titulaire mais son aventure nancéienne se termine par une nouvelle descente.
En 2000, il quitte donc son club formateur pour Troyes où il retrouve Alain Perrin qui l’avait entraîné au centre de formation de Nancy. Il y joue trois saisons en Ligue 1 avant de connaître une relégation. Il dispute également la Coupe UEFA en 2001/2002 après avoir remporté la Coupe Intertoto en éliminant notamment Newcastle United. C’est lors de son passage à Troyes qu’il reçoit sa première sélection en Équipe d’Algérie, lors d’un match contre la Bulgarie perdu 1-2 le 14 novembre 2000.
Après la descente du club en 2003, il quitte l’Aube pour revenir dans le principal club de sa ville d’origine : le FC Metz. Il y reste également trois années et quitte de nouveau son club après une descente sanctionnant une année où la mauvaise ambiance s’était installée dans le vestiaire lorrain.
Après avoir résilié son contrat, il effectue un essai à Leeds United (Angleterre) avant de signer au SC Bastia et de finalement se retrouver en Ligue 2. Il devient un élément essentiel de l’effectif coaché par Bernard Casoni lors des premières années malgré la concurrence de Grégory Lorenzi et Arnaud Maire. À la fin de la saison 2007-2008, alors que le SC Bastia a assuré son maintien, Mehdi Meniri accepte de jouer trois mois à Al-Khor (Qatar) afin de soulager les finances du club qui peut ainsi économiser son salaire ainsi que les cotisations sociales afférentes. Revenu de son expérience dans le Golfe à l’été 2008, il se brouille avec son entraîneur qui l’écarte quelque temps de l’équipe première. Malgré cela, il revint à un poste de titulaire en seconde partie de saison.
Mais en décembre 2009, une vive altercation avec des supporters après l'élimination de Bastia en Coupe de France vaut à Mehdi Meniri une procédure de licenciement pour faute grave (licenciement qui sera finalement jugé injustifié le 15 juin 2016 par la cour d'appel de Bastia). Libre de tout contrat à la suite de son départ de Bastia, Meniri cherche un club et obtient l'accord de Pablo Correa pour s'entraîner avec la réserve de l'AS Nancy-Lorraine.
Fin mars 2010, il signe à Al-Dhafra aux Émirats arabes unis. En aout 2010, il résilie son contrat avec le club.
Depuis septembre 2010, il évolue au CSO Amnéville (57), qui évolue en CFA durant un an et demi.
À la fin de sa carrière, il se lance dans la restauration.

## Palmarès
- Championnat de France de D2 en 1998 avec Nancy
- Vainqueur de la Coupe Intertoto en 2001 avec Troyes